# KBO 타점상
KBO 타점상은 연말 KBO 리그 시상식에서 해당 연도 정규 리그의 타점 1위에게 수여하는 상이다. 기존 명칭은 한국프로야구 최다타점상이었으나 KBO의 브랜드 아이덴디티 통합 작업에 따라 2015년 시즌부터 "KBO 타점상"이라는 새로운 명칭을 사용하게 되었다.

## 연도별 수상자
| 연도   | 이름     | 소속          | 타점 | 비고                                                                          |
| ------ | -------- | ------------- | ---- | ----------------------------------------------------------------------------- |
| 1982년 | 김성한   | 해태 타이거즈 | 69   | 최초의 타점왕                                                                 |
| 1983년 | 이만수   | 삼성 라이온즈 | 74   |                                                                               |
| 1984년 | 이만수   | 삼성 라이온즈 | 80   | 트리플 크라운 달성                                                            |
| 1985년 | 이만수   | 삼성 라이온즈 | 87   |                                                                               |
| 1986년 | 김봉연   | 해태 타이거즈 | 67   | 최소타점 타점왕                                                               |
| 1987년 | 이만수   | 삼성 라이온즈 | 76   |                                                                               |
| 1988년 | 김성한   | 해태 타이거즈 | 89   |                                                                               |
| 1989년 | 유승안   | 빙그레 이글스 | 85   |                                                                               |
| 1990년 | 장종훈   | 빙그레 이글스 | 91   |                                                                               |
| 1991년 | 장종훈   | 빙그레 이글스 | 114  |                                                                               |
| 1992년 | 장종훈   | 빙그레 이글스 | 119  |                                                                               |
| 1993년 | 김성래   | 삼성 라이온즈 | 91   |                                                                               |
| 1994년 | 양준혁   | 삼성 라이온즈 | 87   |                                                                               |
| 1995년 | 김상호   | OB 베어스     | 101  |                                                                               |
| 1996년 | 박재홍   | 현대 유니콘스 | 108  |                                                                               |
| 1997년 | 이승엽   | 삼성 라이온즈 | 114  |                                                                               |
| 1998년 | 우즈     | OB 베어스     | 103  |                                                                               |
| 1999년 | 이승엽   | 삼성 라이온즈 | 123  |                                                                               |
| 2000년 | 박재홍   | 현대 유니콘스 | 115  |                                                                               |
| 2001년 | 우즈     | OB 베어스     | 113  |                                                                               |
| 2002년 | 이승엽   | 삼성 라이온즈 | 126  |                                                                               |
| 2003년 | 이승엽   | 삼성 라이온즈 | 144  |                                                                               |
| 2004년 | 이호준   | SK 와이번스   | 112  |                                                                               |
| 2005년 | 서튼     | 현대 유니콘스 | 102  |                                                                               |
| 2006년 | 이대호   | 롯데 자이언츠 | 88   | 트리플 크라운 달성                                                            |
| 2007년 | 심정수   | 삼성 라이온즈 | 101  |                                                                               |
| 2008년 | 가르시아 | 롯데 자이언츠 | 111  |                                                                               |
| 2009년 | 김상현   | KIA 타이거즈  | 127  |                                                                               |
| 2010년 | 이대호   | 롯데 자이언츠 | 133  | 트리플 크라운 달성                                                            |
| 2011년 | 최형우   | 삼성 라이온즈 | 118  |                                                                               |
| 2012년 | 박병호   | 넥센 히어로즈 | 105  |                                                                               |
| 2013년 | 박병호   | 넥센 히어로즈 | 117  |                                                                               |
| 2014년 | 박병호   | 넥센 히어로즈 | 124  |                                                                               |
| 2015년 | 박병호   | 넥센 히어로즈 | 146  | 단일 시즌 최다 타점, 최초 4시즌 연속 타점왕, 최초 홈런왕+타점왕 4년 연속 석권 |
| 2016년 | 최형우   | 삼성 라이온즈 | 144  |                                                                               |
| 2017년 | 러프     | 삼성 라이온즈 | 124  |                                                                               |
| 2018년 | 김재환   | 두산 베어스   | 133  |                                                                               |
| 2019년 | 샌즈     | 키움 히어로즈 | 113  |                                                                               |
| 2020년 | 로하스   | kt 위즈       | 135  |                                                                               |
| 2021년 | 양의지   | NC 다이노스   | 111  |                                                                               |
| 2022년 | 이정후   | 키움 히어로즈 | 113  |                                                                               |
| 2023년 | 노시환   | 한화 이글스   | 101  | 31년만의 이글스 타점왕                                                        |
| 2024년 | 오스틴   | LG 트윈스     | 132  | LG 트윈스 역사 최초의 타점왕                                                  |

## 같이 보기
- 트리플 크라운